# Kristian Piteša
Kriss Damage (rodno ime Kristian Piteša, rođen 14. siječnja 1977., Esslingen na Neckaru), njemačko/hrvatski Hardcore techno producent.
Do sredine 1990-ih, stekao je određenu popularnost u hrvatskoj techno sceni. Danas je vrlo aktivan u Stuttgartu te isto tako u Njemačkoj i inozemstvu. 2003. bio je rezerviran za "Project Germany's Famous", gabber zabavu u Duisburgu na kojoj su se predstavljali hardcore izvođači iz raznih krajeva Njemačke. S druge strane, Kristian svira i na manjim zabavama.
Vrlo je popularna Kristianova glazba s visokim elementom zabave, koja se očituje posebno u svom projektu "Gabberdealers". "Gabberdealersi" pričaju "iseljeničkim", švapskim, pa čak i saskim naglaskom prilično slučajno i stalno dok puše marihuanu. Njihove hip-hop i techno pjesme se ne bi trebale shvatiti ozbiljno jer su stvorene kako bi nasmijavale slušatelja. To je manji hit s albuma "Schwaben Kettensägen Massaker". Međutim, njegova glazba nije uvijek smiješna, "zabavne" pjesme su kvazi-proizvodi ozbiljne produkcije. Glazba varira od trancea do techna i hardcore pa sve do speedcorea.
Dio nekih njegovih pjesama je dostupan za besplatno skidanje (download).

## Diskografija
| Naslov albuma                                               | Naslov pjesama                                                       | Godina |
| ----------------------------------------------------------- | -------------------------------------------------------------------- | ------ |
| Hell Or Heaven 2                                            | "Robocop" "Yüksels Bass"                                             | 2001.  |
| Musikalische Amokläufer                                     | "Schwaben Kettensägen Massaker" "Classix (SCUM Mix)" "Flasch Gorton" | 2003.  |
| Project: Germanys Famoust                                   | "Schwaben Kettensägen Massaker"                                      | 2003.  |
| Hardcoremania 2005                                          | "Schwaben Kettensägen Massaker" "Classix"                            | 2005.  |
| Pull The Trigger E.P.                                       | "StuttHART feiert"                                                   | 2006.  |
| Generation Hardcore Vol. 02: The Last Chapter Of Resistance | "StuttHART feiert"                                                   | 2007.  |
| Gods Of Thunder Vol. 02                                     | "StuttHART feiert"                                                   | 2007.  |

Na svakom sampleru (uzorniku), Kriss je predstavljen s jednim ili više naslova.

## Vanjske poveznice
- Službena stranica  Arhivirana inačica izvorne stranice od 26. studenoga 2009. (Wayback Machine)
- Discogs diskografija